# 精神刺激薬
精神刺激薬（せいしんしげきやく、英: stimulant, 英: psychostimulant）とは、中枢神経系の活動を増加させる薬物の総称である。刺激薬、興奮剤とも呼ばれる。乱用のため一定の規制があるが、医療や研究上の用途が認可されているものも多い。
デキストロアンフェタミンやメタンフェタミンを含むアンフェタミン類、コカイン、カフェインや他のキサンチン類、ニコチン、メチルフェニデートが含まれる。ということは、日本におけるアンフェタミン類の覚醒剤を含むものである。a-PVPのような新規向精神薬(NPDs)のデザイナードラッグも含む。メチレンジオキシメタンフェタミン（MDMA）は化学構造としてアンフェタミン類に分類される。しかし幻覚作用を有し特性が異なる。
関連障害の単位としては、世界保健機関はコカインと、それ以外のものに分けているがタバコの分類もある。アメリカ精神医学会は、アンフェタミン様の作用を持つものと、コカイン、またニコチンとカフェインに分類している。共にMDMAは、幻覚剤に分類される。

## 定義

### 訳語の問題
次に訳語の問題があり、訳語が一定していない。同じような薬物を表すstimulantという単語に対して興奮剤、覚醒剤、刺激薬といった訳語が混在してきた。
Excitantica(analeptica, stimulanta) (1916年の簡易処方集におけるドイツ語の日本語訳)
脳興奮剤。カフェインが含まれている。
日本における乱用が問題となってくることによって取締法が制定される。
Stimulant Control Law(法務省刑事局の日本語訳)
覚醒剤取締法。1951年の法律である。しかし、国連薬物犯罪事務所(UNDOC)での日本の厚生省の報告では、「覚醒剤(awakening drugs)」として知られる「興奮剤ないし精神刺激薬(Stimulant)」と報告し、覚醒アミンあるいはアンフェタミン類である。
Analeptics and nervous system stimulants(総務省による1949年の薬効分類の翻訳)
興奮剤、覚せい剤。1949年の分類である。
central nervous system stimulants(総務省による1964年と1990年の薬効分類の翻訳)
興奮剤、覚せい剤。1964年改定と、1990年改定で同一のもの。Analepticsの語は無くなった。
stimulant drugs(医学書『モーズレイ処方ガイドライン』における翻訳)
刺激性薬物である。なお、コカインやアンフェタミンを説明している。
『グッドマン・ギルマン薬理書』第12版では、英単語が見当たらないが、「興奮薬」にてコカインやアンフェタミン、カフェインに言及している。

### 日本の法律
日本では、第二次世界大戦後に、アンフェタミンと特にメタンフェタミンの注射剤の乱用が問題となった。このため、1951年(昭和26年)6月30日に覚醒剤取締法が公布される。「日本の法律上の覚醒剤」が規定されている。
この法律の日本語訳は、法務省刑事局の『法律用語対訳集』によれば、Stimulant Control Lawである。しかし、国連薬物犯罪事務所(UNDOC)における厚生省の報告ではAmphetamines Control Law、UNDOCの認識やユネスコでの厚生省麻薬課の報告では、Awakening Drug Control Lawである。
第三条に規定されるように、医療および研究上の使用は認められている。
なおコカインやMDMAは「日本の麻薬取締法における麻薬」である。

### 世界保健機関
1961年の麻薬に関する単一条約は、第二次世界大戦後に解体した国際連盟による万国阿片条約を、国際連合および世界保健機関が引き継いだことによって締結された国際条約である。これはコカインなどの使用も制限している。当時、コカインは飲料のコカ・コーラなどにも含まれ乱用が問題となったためである。ただし、麻薬に関する単一条約の第30条(b)(i)および(ii)は、個人の治療に関して、処方箋を要して施用するための規定である。「コカインは国際条約上の麻薬」である。
しかし、麻薬に関する単一条約が公布される過程においても、1956年の「沈溺性薬物に関する世界保健機関専門委員会」は、日本におけるアンフェタミンの乱用を問題に挙げ、同時に睡眠薬のようなトランキライザーの国際的な乱用も問題に挙げた。1963年には、「依存性薬物に関する世界保健機関専門委員会」と名を変えた委員会は、中枢神経系に対して鎮静あるいは覚醒作用のある鎮静剤や精神刺激薬(stimulants)の乱用が、麻薬の乱用のような問題となっていることを懸念し、新たな規制条約につながっていった。
1971年の向精神薬に関する条約において新たな規制の範囲が示された。条約の翻訳文では、stimulationに興奮の字をあてている。
アンフェタミンやメタンフェタミン、メチルフェニデートなどが同じスケジュールIIに指定され規制管理下にある。後の、1984年の世界保健機関の会議では、乱用が流行していたMDMAは医療価値がないとしてスケジュールIに規定された。同条約の1条(e)に定義されるように、これらは「国際条約上の向精神薬」である。
『疾病及び関連保健問題の国際統計分類』第10版(ICD-10)では、stimulantに精神刺激薬の語を用いている。
世界保健機関の『アルコールと薬物の用語集』においては、精神刺激薬(Stimulant)とは、中枢神経系に作用し、神経活動を増加させ、主要な作用が刺激作用である薬物であり、アンフェタミン類、コカイン、カフェインや他のキサンチン類、ニコチン、メチルフェニデートやフェンメトラジンのようなものを挙げ、ICD-I0においてはコカインによるものと、カフェインを含む他の精神刺激薬によるものに分けているということである。なおMDMAは幻覚剤に分類されている。
最近の世界保健機関の文書では、精神刺激薬に分類される薬物は、コカイン、ニコチン、カフェイン、アンフェタミン、メタンフェタミンといった中枢神経系の活動を増加させる薬物である。したがってメチルフェニデートも含まれる。MDMAは、精神刺激薬に属するが幻覚特性があり、依存性がないなど異なった特徴を持つ。

### アメリカ精神医学会
『精神障害の診断と統計マニュアル』第4版(DSM-IV)では、アンフェタミン(またはアンフェタミン様)関連障害に、アンフェタミン、デキストロアンフェタミン、メタンフェタミンのような置換されたフェニルアラニン構造をもつものすべてと、メチルフェニデートのように構造は異なるが同様の作用を有する物質やカートを含め、作用がコカインに似ているがコカインのように局所麻酔効果のないものを想定している。DSM-IVの日本語訳書では、コカインやアンフェタミンを指すのに精神刺激薬と興奮剤の語が両方用いられている。MDMAは、幻覚剤に分類される。
DSM-5においては、上位に精神刺激薬関連障害群(Stimulant—Related Disorders)を用意し、この下位に、アンフェタミン型、コカイン、他のまたは特定不能の精神刺激薬が分類される。

## 化学
アンフェタミン、デキストロアンフェタミンはその活性型右旋性異性体である。
メチルキサンチン類は、カフェインやテオフィリンが含まれる。

## 乱用
精神刺激薬は、前述した規制が存在するように、乱用されやすい薬物であることが分かっている。医学的な薬物乱用とは、薬物の使用により、身体への害や使用によるトラブルなど、有害な結果が生じている状態である。

### 耐性
耐性とは、短時間に反復的に薬物を使用した後に、以前と同じ作用を得られなくなることである。そうして、使用量が増加していくことにつながることがある。また逆によくアンフェタミンやコカインにて言及されていることは、間隔をある程度あけて反復的に使用した場合に、より少ない量で同じ作用を得ることがあり、これは感作あるいは逆耐性と呼ばれる。

### オーバードーズ
向精神薬では、薬物の過剰摂取が起こりやすい。薬物は、適切な使用量を超えると、有毒域に達するため、様々な副作用を生じ、最も深刻なものは死亡である。

## 精神刺激薬離脱症候群
慢性的に使用した後の、アンフェタミンやメタンフェタミン、コカイン、またニコチンやカフェインでは、アルコールからの離脱によって起きる振戦せん妄のような身体依存は形成されない。命にかかわるような症状は呈さないため、いきなり使用を中断することは可能である。
しかし、これら精神刺激薬からの離脱によって反跳作用(リバウンド)として、疲労感、抑うつ、過眠症、頭痛などが生じる。離脱症状の急性期は、数日から2週間程度であり、特に症状が強ければ自殺にも注意が必要である。その急性の離脱症状が去った後に、急性期よりもいくらか弱い離脱症状が続くこともある。
離脱症状の一部は、統合失調症の陰性症状に似ている。

## 依存
薬物依存症は、乱用がすすみ耐性が形成され、使用量が増加し、使用に対する渇望があるといった診断基準を満たした場合に診断されうる。

### 耐性の回復
薬物を定期的に使用していた時とは異なり、しばらく使用を中止していた場合、薬物に対する耐性が回復するため、以前と同じ量を摂取して過剰摂取することがある。特に解毒施設や薬物更生施設、刑務所から解放された後はリスクが高い。

### 不眠症
精神刺激薬を慢性的に使用していると、精神刺激物質に誘発された不眠症に陥ることがある。これは薬物を減量するか、中止すると改善される。しかし、上述したように、離脱症状としてしばらく、日中にも眠いといった精神刺激物質の離脱に誘発された過眠症の傾向が続くことがある。

## 精神刺激薬精神病
精神病と呼ばれる、狙われている、追われているといった被害妄想を伴った状態に至ることがある。通常、アンフェタミン、メタンフェタミン、メチルフェニデート、コカインといった薬物によって生じる。薬物の使用者自身が、薬物によって引き起こされているのではと、いくらか洞察している場合もある。これは少ない使用状態でも生じうるが、慢性的に使用した場合に生じやすい。使用を中止した後、しばらく持続することがあるが、長くて1か月前後を目途として、統合失調症と鑑別診断される。
特にアンフェタミンやメタンフェタミンによるものは、覚醒剤精神病と呼ばれる。中毒と呼ばれることもあるかもしれないが、この用語は、以前には依存症を指して用いられ、現行では毒性作用が過剰な状態を指しているので、正確な医学用語ではない。

## 統合失調症の危険性の増加
コカインとアンフェタミンの使用率が高い国では、一般集団と比較して統合失調症の患者において、使用率が2倍から5倍の間で高く、いくつかの仮説につながっている。ニコチンにおいても統合失調症の患者では喫煙率が高いが、そのような仮説は提唱されていない。しかし、ニコチンが軽い精神刺激薬であることを考えると驚くべきことではないと世界保健機関は報告している。また精神刺激薬の離脱症状は、統合失調症の陰性症状に似ている。
アメリカ精神医学会による統合失調症の診療ガイドラインにおいては、統合失調症にはニコチン依存が併存していることが多いとされ、禁煙を推奨している。

## 歴史
コカインはコカの葉から見いだされた成分である。精神科医のジークムント・フロイトは患者とその家族にコカインを投与し、1884年に論文を書きコカインを神経刺激薬だとした。そして、フロイトの同僚のケラーがコカインの麻酔作用を発見している。
コカインの沈溺性と犯罪性が問題となり、1903年にはコカ・コーラからコカインは除去される。
メタンフェタミンは、1888年に長井長義が麻黄からエフェドリンを抽出した際に発見した。それが時を経て、1938年にはドイツにてメタンフェタミンが臨床応用され1954年までにドイツ、スイス、チェコスロバキアにてその精神病が20数例報告される。アメリカでも陸軍刑務所の従業員と受刑者の264名、全体のうち24.4%が乱用者とされた。
日本でもこれらのアンフェタミン類は精神疾患の治療薬として導入され、1941年（昭和16年）ごろから、精神科医の方面から仕事の能率を高めるなどと宣伝された。第二次世界大戦中（1939年～1945年）の日本では、夜戦の兵士や軍需工場の工員に半ば強制的にヒロポン（メタンフェタミン製剤の商品名）が用いられた。戦後に在庫を抱えた製薬会社は市場への放出を急いだ。そして国際的にも著名な日本におけるアンフェタミン類の流行が起きることとなる。青少年の間に覚せい剤中毒が蔓延し、1946年には東京大学神経科に慢性の中毒者がはじめて入院、1948年には劇薬に指定、翌年製造自粛、1950年には要処方の医薬品とし、1951年には覚醒剤取締法を施行した。1954年（昭和29年）には20万人の中毒、使用者100万人と言われた。坂口安吾、田中英光、織田作之助といった作家も中毒となる。取締法が制定され、中毒者の治療制度も作られ、治療患者は1954年が約4,000人、1955年が1,200人、1956年が300人、1957年が200人と減少の一途を辿った。このような乱用の流行は世界保健機関にも報告され、後に条約につながることになる。
1950年代後半には、医薬品として様々な精神刺激薬が発売されることになる。ピプラドロールのように乱用を恐れ販売中止にした例もある。以降、イギリス、アメリカでアンフェタミン、スウェーデンではフェンメトラジンが流行する。
日本では1969年頃から、取締法が逆に暴力団に流通を握らせ、国外ルートのメタンフェタミン類の流行が問題になってくる。
1971年には向精神薬に関する条約が制定される。しかし、日本が条約に批准したのは19年遅れの1990年である。1980年代からMDMAやMDAといった、化学構造としてはアンフェタミン類だが、現行の関連障害においては幻覚剤に分類される薬物が登場した。心理療法などで用いられた。1984年に条約により規制物質に指定される。
日本において2000年代半ばから、メチルフェニデートの精神科医による乱処方が問題となった。2007年には厚生労働省が適応症を削除する措置をとった。
2010年に入ると、大麻に似た作用である新規向精神薬であるデザイナードラッグを含む脱法ハーブが国際的に広く問題となっていった。その界隈からa-PVPといった精神刺激薬が流行し、日本の麻薬及び向精神薬取締法における麻薬に指定されるなどの措置が取られた。